# Pheidole ambigua
Pheidole ambigua  (лат.) — вид муравьёв рода Pheidole из подсемейства Myrmicinae (Formicidae). Неотропика: Бразилия (Caraguatatuba Reserva Florestal, Sao Paulo). Мелкие муравьи (длина около 2 мм) желтовато-коричневого цвета с характерными для других членов рода Pheidole большеголовыми солдатами. На проподеуме имеются относительно короткие шипы (у рабочих лишь почти незаметные бугорки). Тело покрыто многочисленными короткими щетинками. Усики рабочих и самок 12-члениковые (13 у самцов) с 3-члениковой булавой. Стебелёк между грудкой и брюшком состоит из двух члеников: петиолюса и постпетиолюса (последний четко отделен от брюшка). Мелкие рабочие: ширина головы — 0,56 мм, длина головы равна 0,62 мм, длина скапуса усика — 0,74 мм. Крупные рабочие (солдаты): ширина головы — 1,54 мм, длина головы равна 1,74 мм, длина скапуса усика — 0,78 мм. Сходны по строению с видами Pheidole amata, Pheidole celaena, Pheidole fera, Pheidole germaini, Pheidole peruviana, Pheidole rutilana, Pheidole schwarzmaieri, Pheidole vomer из группы Pheidole tristis.